# Matthias Barth
Matthias Barth (* 1974 in Bamberg) ist ein deutscher Umweltwissenschaftler und Hochschullehrer. Seit 2021 ist er Präsident der Hochschule für nachhaltige Entwicklung Eberswalde.

## Leben
Von 1996 bis 2002 studierte Barth Umweltwissenschaften auf Diplom an der Universität Lüneburg, wo er 2007 am Institut für Umweltkommunikation in Erziehungswissenschaften promovierte. Nach der Promotion arbeitete er als Postdoc weiter an der Universität und habilitierte sich schließlich 2011 für das Fach Nachhaltigkeitswissenschaft.
Im Dezember 2012 wurde Barth dann zum Professor an die Technische Hochschule Ostwestfalen-Lippe berufen. Von 2014 bis 2021 war er Professor für Sachunterricht und Bildung für eine nachhaltige Entwicklung an der Leuphana Universität Lüneburg.
Am 18. Januar 2021 wählte ihn der Senat der Hochschule für nachhaltige Entwicklung Eberswalde zu ihrem neuen Präsidenten. Damit tritt Barth die Nachfolge von Wilhelm-Günther Vahrson an.

## Auszeichnungen
Die Universität verlieh ihm diverse Preise u. a. verschiedene Plätze bei den „Best Young Researcher“ (Gruppe Postdocs und Juniorprofs, 2. Platz) der Leuphana Universität Lüneburg und „Best Doctoral Researcher“, sowie den hauseigenen Preis „Innovative Lehrveranstaltungen“.